# Gare de Tateyama (Toyama)
Ne doit pas être confondu avec la gare de Tateyama située à Tateyama (Chiba)
La gare de Tateyama (立山駅, Tateyama-eki) est une gare ferroviaire située à Tateyama, dans la préfecture de Toyama au Japon. Elle marque le début de la route alpine Tateyama Kurobe.
La gare est exploitée par les compagnies Toyama Chihō Railway (Chitetsu) et Tateyama Kurobe Kankō.

## Situation ferroviaire
Gare terminus, Tateyama marque la fin de la ligne Tateyama et le début du funiculaire Tateyama.

## Historique
La gare a été inaugurée le 1er août 1954. 

## Service des voyageurs

### Accueil
La gare dispose d'un bâtiment voyageurs, avec guichets.

### Desserte
- Ligne Tateyama :
  - voie 1 et 2 : direction Terada et Dentetsu-Toyama
- Funiculaire Tateyama :
  - direction Bijodaira

## À proximité
Le chemin de fer de contrôle de l'érosion de Tateyama débute à proximité de la gare (non ouvert au public).